# 카스도스

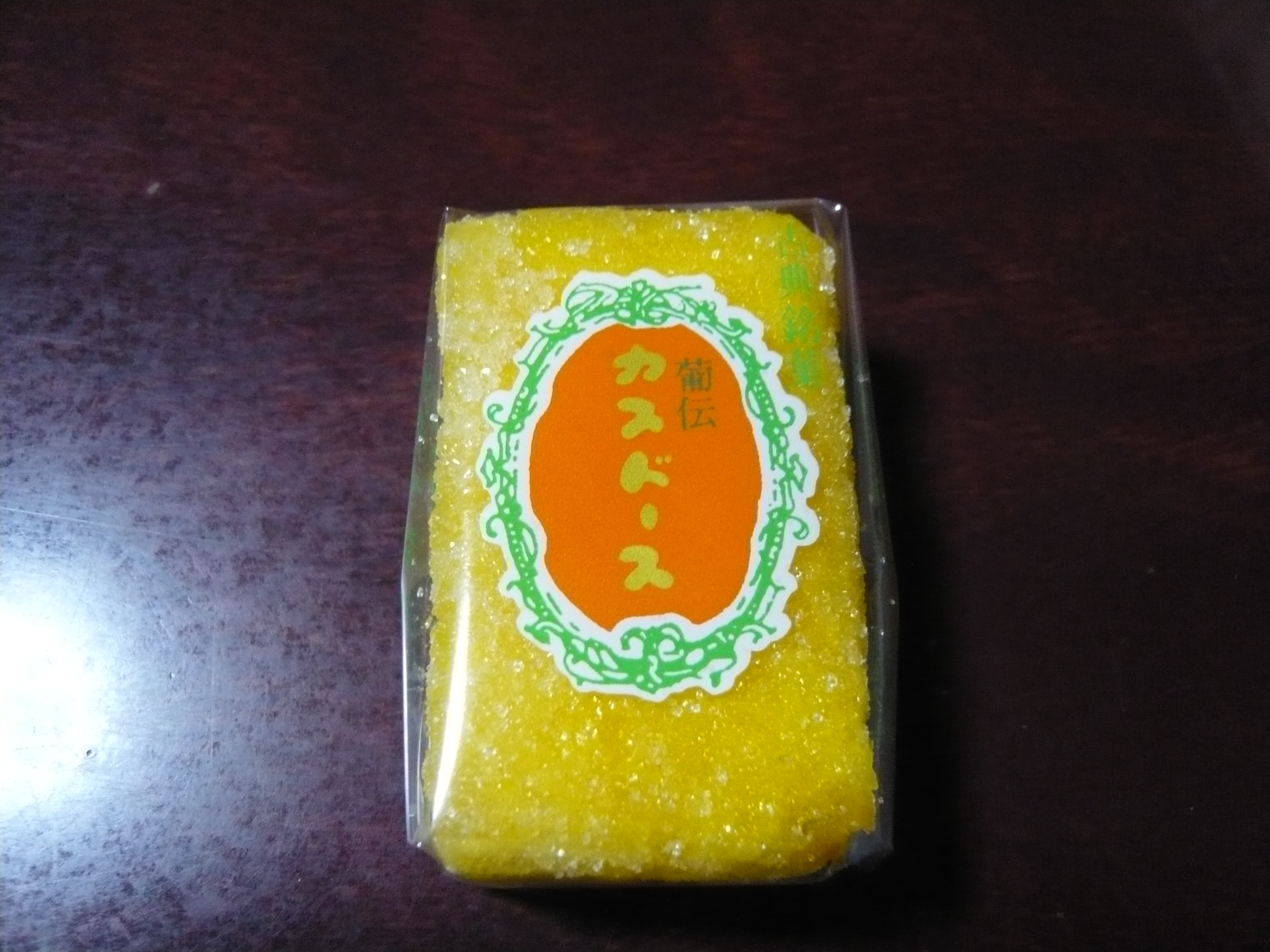
카스도스

카스도스(일본어: カスドース)는 일본 나가사키현 히라도시의 향토 과자이다. 아즈치모모야마 시대에 포르투갈에서 전해진 것으로 알려져 있다.

## 역사
1543년 포르투갈과의 남만무역이 시작되어, 1550년 이후 포르투갈 상선이 출입하고 있던 히라도에 도래한 기독교(가톨릭) 선교사들에 의해 전해진 것으로 알려졌다. 당시 전해진 카스텔라 등의 과자 중 하나에 카스도스가 있었다고 한다. 히라도번의 마쓰우라 가문에 대대로 전해지는 〈백과내도〉(百菓乃図)에도 기록이 있다. 카스도스라는 명칭의 카스는 카스텔라에서 따왔고, 도스는 포르투갈어로 달콤한을 의미하는 doce이다.

## 같이 보기
- 카스텔라
- 프렌치 토스트